# Boyau de la Mort

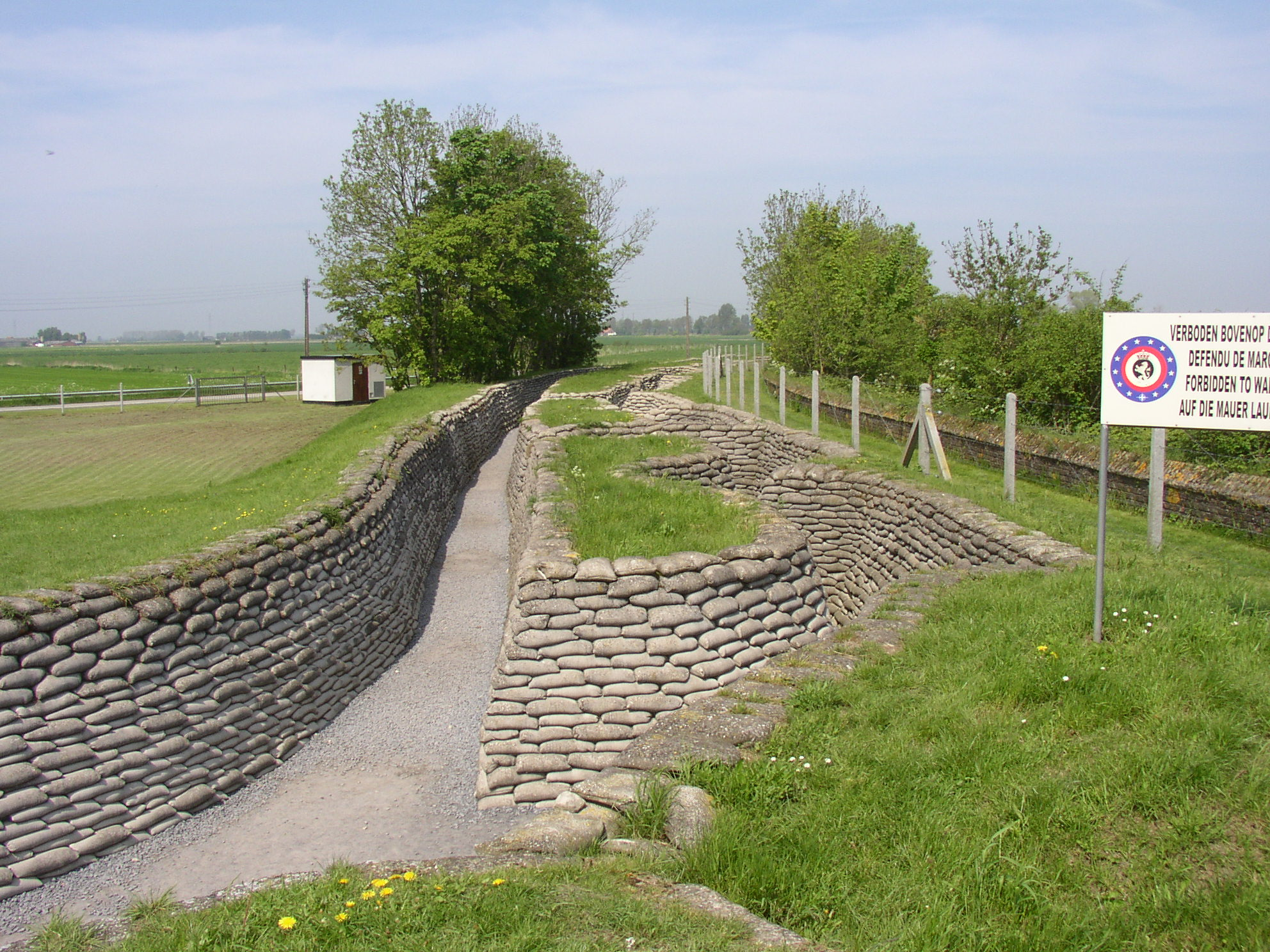
Tranchées dans le Boyau de la Mort

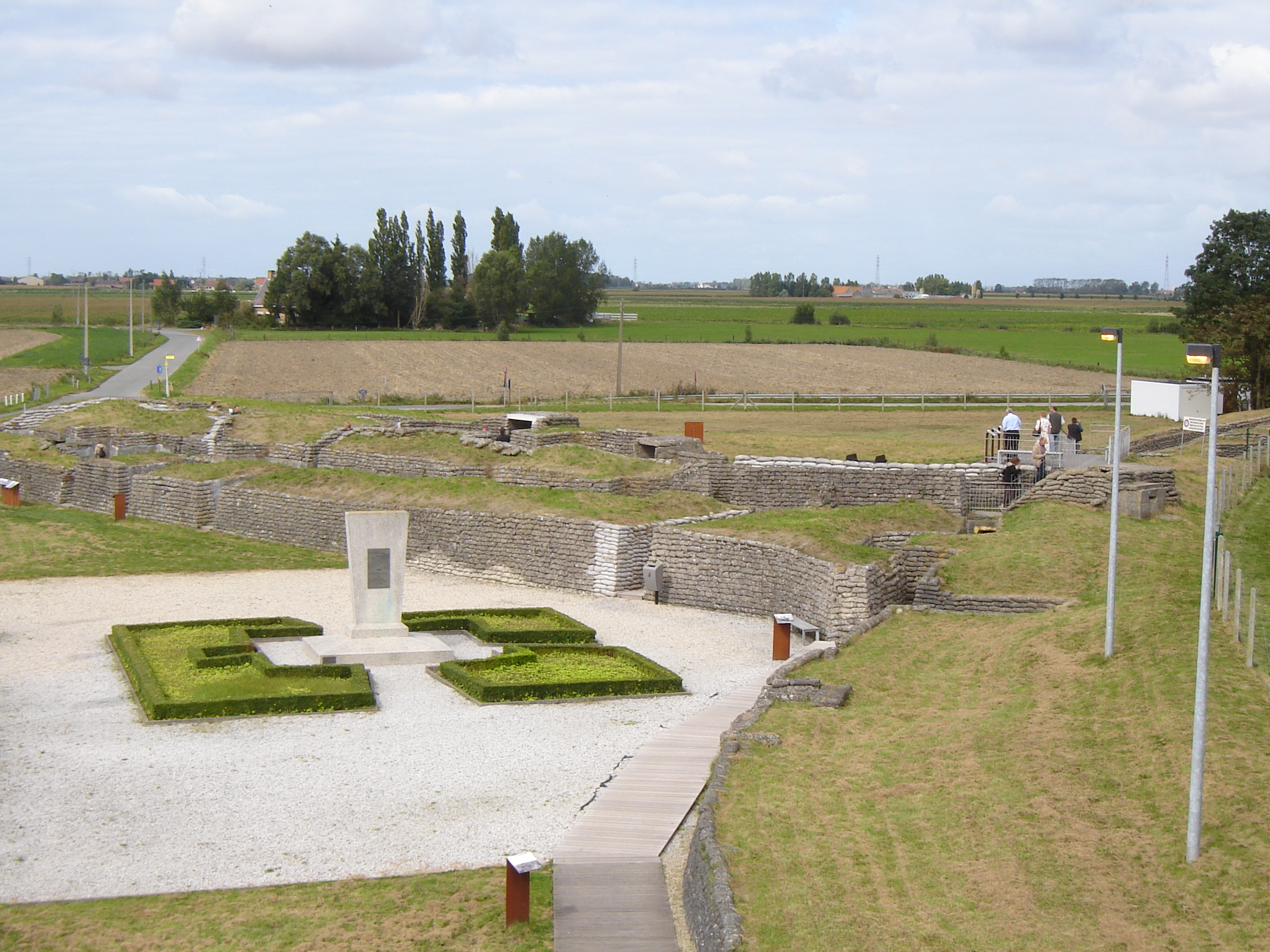
Le Boyau de la Mort, et son monument aux morts

Le Boyau de la Mort (en néerlandais : Dodengang) est un ensemble conservé de tranchées de la Première Guerre mondiale, situé sur la commune fusionnée de Kaaskerke.
Ce complexe est le dernier vestige des tranchées du front belge de la Grande Guerre.